# گلید اسپرینگ (ویرجینیا)
گلید اسپرینگ، ویرجینیا (به انگلیسی: Glade Spring, Virginia) یک سکونتگاه مسکونی در ایالات متحده آمریکا است که در شهرستان واشینگتن، ویرجینیا واقع شده‌است.

## خصوصیات
گلید اسپرینگ ۳٫۳ کیلومترمربع مساحت و ۱٬۳۷۴ نفر جمعیت دارد و ۶۳۶ متر بالاتر از سطح دریا واقع شده‌است.

## نگارخانه

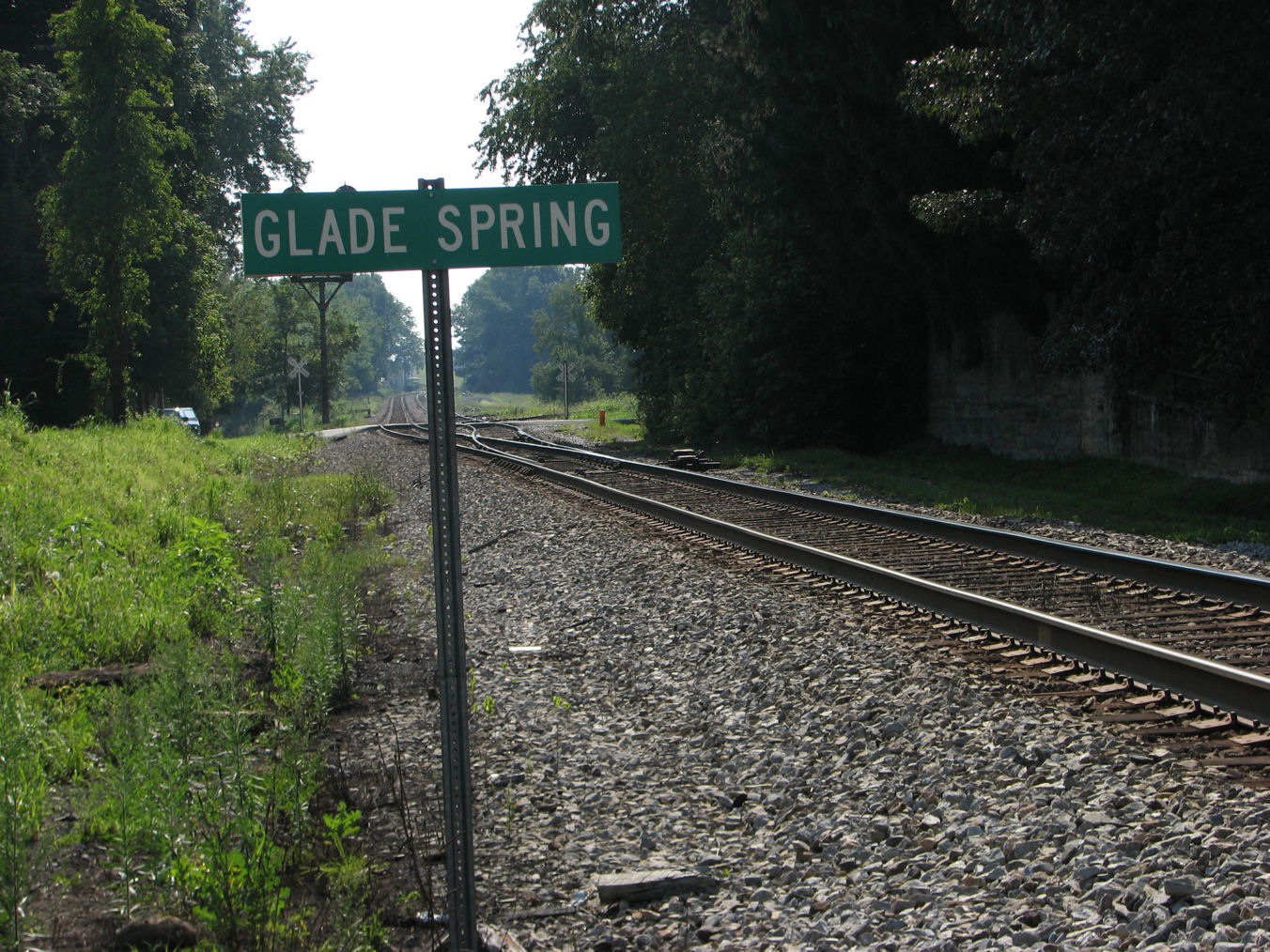